# Eticònides
Els eticònides foren una gran família noble carolíngia amb possessions principalment a Alsàcia. La nissaga agafà el nom del duc Eticó d'Alsacia (també anomenat Adalric d'Alsàcia, vers 635-690) de la segona meitat del segle vii, casat amb Bereswinda, molt probablement cunyada del rei merovingi Sigebert III d'Austràsia. D'aquesta unió van néixer entre altres Santa Odila, patrona d'Alsàcia.